# Février 2008 en sport
Cette page concerne l'actualité sportive du mois de Février 2008

## Vendredi1erfévrier
- Athlétisme : réunion en salle des Millrose Games à New York aux États-Unis.

## Samedi2 février
- Rugby à XV, Tournoi des Six Nations, 1re journée : 
  - Irlande  16-11  Italie
  - Angleterre  19-26  Pays de Galles

## Dimanche3 février
- Football, Coupe d'Afrique des nations, quarts de finale : 
  -  Ghana 2-1  Nigeria
  -  Côte d'Ivoire 5-0  Guinée
- Football américain, Super Bowl XLII NFL à Phoenix : Giants de New York 17-14 Patriots de la Nouvelle-Angleterre.
- Golf :
  - PGA Tour : l'Américain J. B. Holmes remporte le FBR Open à Scottsdale (Arizona) aux États-Unis.
  - Tour européen PGA : l'Américain Tiger Woods gagne le Dubai Desert Classic à Dubaï.
- Handball : Montpellier Handball s'impose 26-23 sur l'US Créteil en finale de la Coupe de la Ligue.
- Rugby à XV, Tournoi des six nations, 1re journée : Écosse  6-27  France
- Tennis : le Chilien Fernando González remporte l'Open de Viña del Mar de l'ATP Tour à la suite du forfait de l'Argentin Juan Mónaco.

## Lundi4 février
- Football, Coupe d'Afrique des nations, quarts de finale : 
  -  Tunisie 2 - 3  Cameroun
  -  Égypte 2 - 1  Angola

## Jeudi7 février
- Baseball : les Dominicains de Tigres del Licey remportent la Série des Caraïbes. Il s'agit du dixième succès des Tigres dans cette compétition[1].
- Football, Coupe d'Afrique des nations, demi-finales : 
  -  Ghana 0-1  Cameroun
  -  Côte d'Ivoire 1-4  Égypte

## Samedi9 février
- Biathlon : Championnats du monde à Östersund (Suède).
  - Sprint femmes : l'Allemande Andrea Henkel s'impose.
  - Sprint hommes : le Russe Maxim Tchoudov remporte le titre.
- Rugby à XV, Tournoi des six nations, 2e journée : 
  - Pays de Galles  30-15  Écosse
  - France  26-21  Irlande

## Dimanche10 février
- Biathlon : Championnats du monde à Östersund (Suède).
  - Poursuite femmes : deuxième titre en deux jours pour l'Allemande Andrea Henkel.
  - Poursuite hommes :  en remportant la poursuite d'Östersund, le Norvégien Ole Einar Bjoerndalen devient le biathlète le plus titré de l'histoire des Championnats du monde avec huit médailles d'or.
- Football, Coupe d'Afrique des nations, finale :  Cameroun 0 - 1  Égypte
- Golf :
  - PGA Tour : l'Américain Steve Lowery remporte l'AT&T Pro-Am à Pebble Beach (Californie) aux États-Unis.
  - Tour européen PGA : l'Indien Shiv Chowrasia gagne l'Indian Masters en Inde.
- Judo : Tournoi de Paris.
- Patinage de vitesse : clôture des Championnats du monde à Berlin (Allemagne).
- Rallye : le Finlandais Jari-Matti Latvala remporte l'édition 2008 du Rallye de Suède au volant de sa Ford Focus WRC. À seulement 22 ans, il devient le plus jeune vainqueur d'une manche du championnat du monde des rallyes, battant le record établi par Henri Toivonen au RAC Rallye 1980.
- Rugby à XV, Tournoi des six nations, 2e journée : Italie  19 - 23  Angleterre
- Ski de fond : l'Italien Marco Cattaneo remporte le Transjurassienne.
- Tennis : 
  - Fin du premier tour de la Coupe Davis 2008.
  - La Russe Anna Chakvetadze gagne le tournoi WTA de l'Open Gaz de France 2008 à Paris (France).
  - La Polonaise Agnieszka Radwańska gagne le tournoi WTA de l'Tournoi de tennis de Pattaya (WTA 2008) à Pattaya (Thaïlande).

## Mardi12 février
- Biathlon : Championnats du monde à Östersund (Suède). Relais mixte : l'Allemagne s'impose devant la Biélorussie et la Russie.

## Jeudi14 février
- Biathlon : Championnats du monde à Östersund (Suède).
  - Individuelle femmes : la Russe Ekaterina Iourieva s'impose.
  - Individuelle hommes : le Norvégien Emil Hegle Svendsen remporte le titre.

## Vendredi15 février
- Karaté : Championnats d'Europe juniors et cadets à Trieste (Italie).

## Samedi16 février
- Biathlon : Championnats du monde à Östersund (Suède).
  - Relais hommes : la Russie remporte le titre.
  - Mass start femmes : l'Allemande Magdalena Neuner remporte le titre.
- Golf, LPGA : la Suédoise Annika Sörenstam remporte le SBS Open at Turtle Bay
- Karaté : Championnats d'Europe juniors et cadets à Trieste (Italie).

## Dimanche17 février
- Basket-ball : NBA All-Star Game 2008 à La Nouvelle-Orléans. L'Est s'impose 134-128 contre l'Ouest.
- Biathlon : Championnats du monde à Östersund (Suède).
  - Mass start hommes : le Norvégien Emil Hegle Svendsen remporte le titre.
  - Relais femmes : l'Allemagne remporte le titre.
- Golf :
  - PGA Tour : l'Américain Phil Mickelson gagne le Northern Trust Open en Californie.
  - Tour européen PGA : le Chilien Felipe Aguilar remporte l'Open d'Indonésie.
- Sport automobile : au volant de sa Dodge Charger du Penske Racing, Ryan Newman remporte la 50e édition du Daytona 500, première manche du championnat 2008 de NASCAR Sprint Cup Series.
- Hockey sur glace : victoire en finale de la Coupe de France des Brûleurs de Loups de Grenoble sur les Dragons de Rouen à la suite des tirs de fusillade 3-2.
- Karaté : Championnats d'Europe juniors et cadets à Trieste (Italie). La Turquie termine première au tableau des médailles final.

## Vendredi22 février
- Sport automobile : les dirigeants des championnats Champ Car et IRL IndyCar Series annoncent être parvenus à un accord de principe quant à la fusion de leurs deux championnats. Les modalités précises de cette fusion (qui dans les faits, devrait consister en une absorption du Champ Car par l'IRL dès la saison 2008) restent néanmoins à préciser. Cet accord marque la fin d'un schisme de 12 années au sein des courses de monoplaces américaines.

## Samedi23 février
- Hockey sur glace : fin de la saison régulière de la LNA, remportée par le CP Berne.
- Rugby à XV, Tournoi des six nations, 1re journée : 
  - Pays de Galles  47-8  Italie
  - Irlande  34-13  Écosse
  - France  19-26  Angleterre
- Golf, LPGA : l'Américaine Paula Creamer remporte le Fields Open à Hawaii.

## Dimanche24 février
- Football, finale de la Coupe de la Ligue anglaise de football : Tottenham Hotspur remporte la League Cup en s'imposant 2-1 face à Chelsea FC.
- Golf :
  - PGA Tour : l'Américain Brian Gay remporte le Mayakoba Classic à Riviera Maya au Mexique.
  - Tour européen PGA/PGA Tour : l'Américain Tiger Woods gagne le Championnat du monde de match-play.

## Mardi26 février
- Hockey sur glace : fin de la saison régulière de la Ligue Magnus. Les Dragons de Rouen terminent en tête.

## Principaux rendez-vous sportifs du mois de février 2008
- 20 janvier au 10 février : Football, Coupe d'Afrique des nations au Ghana.
- 2 février, Rugby à XV : début du Tournoi des six nations 2008.
- 2 et 3 février, Tennis : premier tour de la Fed Cup 2008.
- 3 février, Football américain : Super Bowl XLII à Phoenix (États-Unis).
- 8 au 10 février :
  - Rallye : Rallye de Suède.
  - Tennis : premier tour de la Coupe Davis 2008.
- 8 au 17 février, Biathlon : Championnats du monde à Östersund (Suède).
- 9 et 10 février :
  - Judo : Tournoi de Paris.
  - Patinage de vitesse : championnats du monde à Berlin (Allemagne).
- 11 au 24 février, Bobsleigh et skeleton : Championnats du monde à Altenberg (Allemagne).
- 16 février, Athlétisme : coupe d'Europe en salle à Moscou (Russie).
- 17 février :
  - Basket-ball : NBA All-Star Game à La Nouvelle-Orléans (États-Unis).
  - Hockey sur glace : finale de la coupe de France à Bercy.
  - Sport automobile : ouverture de la saison de NASCAR Sprint Cup Series avec le Daytona 500 en Floride.
- 24 février au 2 mars, Tennis de table : championnats du monde par équipes à Guangzhou (Chine).
- 28 février au 2 mars, Rallye : Rallye du Mexique.